# Batman: Arkham City
Batman: Arkham City е видеоигра, базирана на комиксите за Батман на ДиСи Комикс, която излиза на 17 октомври 2011 г. Продължение е на Batman: Arkham Asylum от 2009 г.
Сценарист е Пол Дини, който пише сценария и на Arkham Asylum. Главната сюжетна линия се върти около затварянето на Батман в град Аркам – нов, просторен затвор, пет пъти по-голям от оригиналния и обхващащ редица индустриални окръзи, иконични местоположения и забележителности на град Готъм.